# Cantonul Dourgne
Cantonul Dourgne este un canton din arondismentul Castres, departamentul Tarn, regiunea Midi-Pyrénées, Franța.

## Comune
- Arfons
- Belleserre
- Cahuzac
- Dourgne (reședință)
- Durfort
- Garrevaques
- Lagardiolle
- Les Cammazes
- Massaguel
- Palleville
- Saint-Amancet
- Saint-Avit
- Sorèze
- Soual
- Verdalle